# Hectometersprong
Een hectometersprong is een plaats langs de autosnelweg of provinciale weg waar de nummering van de hectometerpaaltjes een aantal honderden meters lijkt over te slaan. Een voorbeeld is de A12 bij Veenendaal waar hectometerpaal 92,1 wordt gevolgd door 102,2.
Rijkswaterstaat heeft in de jaren zeventig besloten om op het hoofdwegennet deze hectometersprongen in te voeren. De reden daarvoor is dat bij een verlegging van de weg alleen ter hoogte van de hectometersprong de bordjes vervangen hoefden te worden.

## Lijst van hectometersprongen
Dit overzicht is mogelijk incompleet; u kunt helpen door het uit te breiden.
- A1 ter hoogte van Deventer (oostzijde IJsselbrug): 98,9 → 104,0
- A1 tussen de knooppunten Azelo en Buren: 142,2 → 155,3 - onderbroken door A35
- A2 ter hoogte van Zaltbommel (zuidzijde Martinus Nijhoffbrug): 95,5 → 100,1
- A2 ter hoogte van knooppunt Ekkersweijer:
  - 143,2 → 154,3 (richting Maastricht)
  - 143,1 ← 154,0 (richting Amsterdam)
- A2 ter hoogte van Weert (zuidzijde afrit 39): 194,3 → 200,0
- A2/N2 ter hoogte van Maastricht (afrit 55): 258,3 → 263,3
- A4 ter hoogte van knooppunt Kethelplein: 63,5 → 70,0
- A4/A29 ter hoogte van knooppunt Sabina: 104,4 → 211,0 - overgang A29 → A4
- A6 ter hoogte van Lelystad: 76,9 → 80,0
- A6 ter hoogte van Emmeloord: 112,4 → 279,7 - de hectometering van de N50 wordt vanaf dit punt gebruikt.
- A7 ter hoogte van Den Oever: 64,5 → 71,4
- A7/N7 ter hoogte van Sneek: 124,0 → 124,7 - overgang N7 → A7
- A7 ter hoogte van Joure: 136,4 → 137,7 - onderbroken door hectometering van de A6
- N7 ter hoogte van knooppunt Euvelgunne: 201,9 → 203,3
- A7 ter hoogte van Winschoten (viaduct Verlengde Kloosterlaan): 233,6 → 237,4
- A9 ter hoogte van knooppunt Holendrecht: 12,2 → 20,3
- A9/N9 ter hoogte van knooppunt Kooimeer: 70,4 → 74,7 - overgang A9 → N9
- A10 tussen afritten 17 en 18: 33,0 → 1,0 (ringwegnummering, hectometerpalen 0,0 tot en met 0,9 ontbreken)
- A12 ter hoogte van Veenendaal (oostzijde afrit 23): 92,1 → 102,2
- A15 ter hoogte van knooppunt Ridderkerk (zuidelijk deel): 66,5 → 70,0
- A16 ter hoogte van Dordrecht (tussen de Drechttunnel en afrit 21): 34,8 → 35,2
- A17 ter hoogte van knooppunt Klaverpolder: 0,1 → 30,4
- A18/N18 ter hoogte van Varsseveld: 211,4 → 214,7 - overgang A18 → N18
- A27 ter hoogte van Vianen (zuidzijde Hagesteinsebrug): 58,9 → 64,0
- A27 tussen de knooppunten Lunetten en Rijnsweerd: 72,0 → 77,1
- A28 ter hoogte van Amersfoort (tussen afrit 8 en knooppunt Hoevelaken): 22,6 → 26,7
- A28 ter hoogte van Zwolle (zuidwestzijde Nieuwe IJsselbrug): 87,4 → 90,5
- A28 ter hoogte van knooppunt Hoogeveen: 134,3 → 140,0
- A29 ter hoogte van Klaaswaal: 23,2 → 89,9 - overgang van Rijksweg 29 naar 'administratieve' Rijksweg 4
- A31/N31 ter hoogte van Marssum: 35,4 → 41,9 - overgang A31 → N31
- N35 ter hoogte van Raalte: 22,1 → 22,5
- N46 ter hoogte van knooppunt Boterdiep: 9,2 → 11,0
- A50 tussen de knooppunten Grijsoord en Waterberg: 170,6 → 181,7 - onderbroken door A12
- N57 ter hoogte van Ouddorp (aansluiting met Oosterweg): 26,6 → 30,6
- A58 ter hoogte van de knooppunten Galder en Princeville: 63,4 → 70,4 - onderbroken door A16
- A58 ter hoogte van de knooppunten Zoomland en Markiezaat: 104,4 → 118,2 - onderbroken door A4
- N59 ter hoogte van Zierikzee (aansluiting met N654): 0,0 → 15,0
- N59 ter hoogte van Achthuizen: 42,7 → 43,3
- A59 tussen de knooppunten Hellegatsplein en Sabina: 51,1 → 56,3 - onderbroken door A4
- A59 tussen de knooppunten Noordhoek en Zonzeel: 66,8 → 88,0 - onderbroken door A16 en A17
- A59 tussen de knooppunten Empel en Hintham: 135,2 → 139,7 - onderbroken door A2
- A67 tussen de knooppunten De Hogt en Leenderheide: 19,5 → 22,6 - onderbroken door A2
- A73 ter hoogte van knooppunt Neerbosch: 104,9 → 110,0
- N196 tussen Schiphol-Rijk en Aalsmeer: 2,7 → 33,0 - de hectometering van de oude N201 route werd vanaf dit punt gebruikt (voormalig, het traject Aalsmeer - Uithoorn is in 2016 overgedragen aan de gemeenten)
- N201 ter hoogte van het Amstel Aquaduct (provinciegrens Noord-Holland/Utrecht): 43,6 → 49,2
- N201 ter hoogte van Vreeland (provinciegrens Utrecht/Noord-Holland): 65,2 → 70,0
- N207 tussen Leimuiden en Leimuiderbrug (brug over de Ringvaart; tevens provinciegrens Zuid-Holland/Noord-Holland): 48,2 → 50,8
- N210 ter hoogte van Schoonhoven: 20,5 → 30,0
- N215 tussen Melissant en Dirksland: 13,8 → 14,0
- N221 ter hoogte van Eemnes (afrit 10 van de A1): 0,5 → 32,6 (voormalig, eind 2019/begin 2020 veranderd naar zijtak van N221)
- N221 ter hoogte van Soest: 36,8 → 38,5 - onderbroken door N234
- N224 tussen Renswoude en De Klomp (provinciegrens Utrecht/Gelderland): 25,4 → 30,1
- N225 tussen Rhenen en Wageningen (provinciegrens Utrecht/Gelderland): 42,6 → 50,0
- N228 tussen Haastrecht en Oudewater (provinciegrens Zuid-Holland/Utrecht): 9,6 → 10,1
- N232 ter hoogte van Schiphol-Oost: 33,1 → 40,0
- N242 ter hoogte van Noord-Scharwoude: 51,9 → 56,6
- N246 tussen Westzaan en Wormerveer: 25,5 → 30,9
- N277 tussen De Rips en Vredepeel (provinciegrens Noord-Brabant/Limburg): 129,9 → 30,0
- N298 ter hoogte van Aalbeek: 3,5 → 7,6
- N301 tussen Zeewolde en Nijkerk (provinciegrens Flevoland/Gelderland): 7,1 → 10,0
- N302 ter hoogte van Harderhaven (westzijde Aquaduct Veluwemeer, tevens provinciegrens Flevoland/Gelderland): 102,6 → 105,0
- N309 ter hoogte van Biddinghuizen: 14,3 → 19,9 - onderbroken door N305
- N332 ter hoogte van Heeten: 4,9 → 5,3
- N332 tussen Holten en Laren (provinciegrens Overijssel/Gelderland): 19,2 → 20,0
- N346 tussen Lochem en Diepenheim: 23,4 → 25,0
- A348/N348 ter hoogte van Ellecom: 10,8 → 12,8 - overgang A348 → N348
- N348 ter hoogte van Zutphen (aansluiting met N314): 27,9 → 29,1
- N352 ter hoogte van Ens (aansluiting met N50): 11,4 → 13,1
- N355 ter hoogte van Visvliet (provinciegrens Friesland/Groningen): 32,5 → 33,7
- N370 ter hoogte van knooppunt Reitdiep: 0,0 → 53,3
- N375 ter hoogte van Meppel (provinciegrens Drenthe/Overijssel): 23,2 → 23,6